# Горња Шлеска
Горња Шлеска или Шлезија, Шљонск (пољ. Górny Śląsk, шл. , њем. Oberschlesien, њемшл. Oberschläsing, лат. Silesia Superior) је југоисточни дио историјске и географске области Шлеске, док је сјеверозападни дио Доња Шлеска.
Од 9. вијека Горња Шлеска је био дио Великоморавске кнежевине, Војвоства Чешке, Краљевства Пољске, затим Земаља чешке круне и Светог римског царства, као и Хабзбуршке монархије од 1526. Горњошлеске посједе је анектирало Пруско краљевство 1742, а дио Њемачког царства су постали 1871. У састав Републике Пољске је ушла 1945. године.